# Fontamara
Fontamara és una pel·lícula italiana del 1980 dirigida per Carlo Lizzani, basada en la novel·la homònima d'Ignazio Silone, i interpretada per Michele Placido en el paper de Berardo Viola i per Ida Di Benedetto, interpretació per la que va rebre el nastro d'argento del 1981 com a millor actriu no protagonista.
Com que els diàlegs es van desenvolupar en bona part en dialecte marsicà, Lizzani va demanar la col·laboració de Guido Celano i de Luigi Silori.

## Sinopsi
El 1929, als Abruços, als pobles de muntanya de Pescina i Fontamara, prop d'Avezzano, la gent és sotmesa per l'arribada d'un grup de feixistes. Els milicians es mostren hostils, evitant que els ciutadans obtinguin els subministraments necessaris per sobreviure a l'imminent hivern. El petit Berardo queda xocat per la violació de la seva mare per part d'un oficial feixista i es veu obligat a anar a Roma, meditant la venjança. Deu anys després, Berardo, de fet, ara ja gran, torna de Roma a Abruços i descobreix que el país encara és víctima d'abusos feixistes. El jove comunista intenta atacar esquadrons, però és assassinat.

## Repartiment
- Michele Placido – Berardo Viola
- Ida Di Benedetto – Maria Rosa
- Imma Piro – Maria Grazia
- Antonella Murgia – Elvira

## Producció

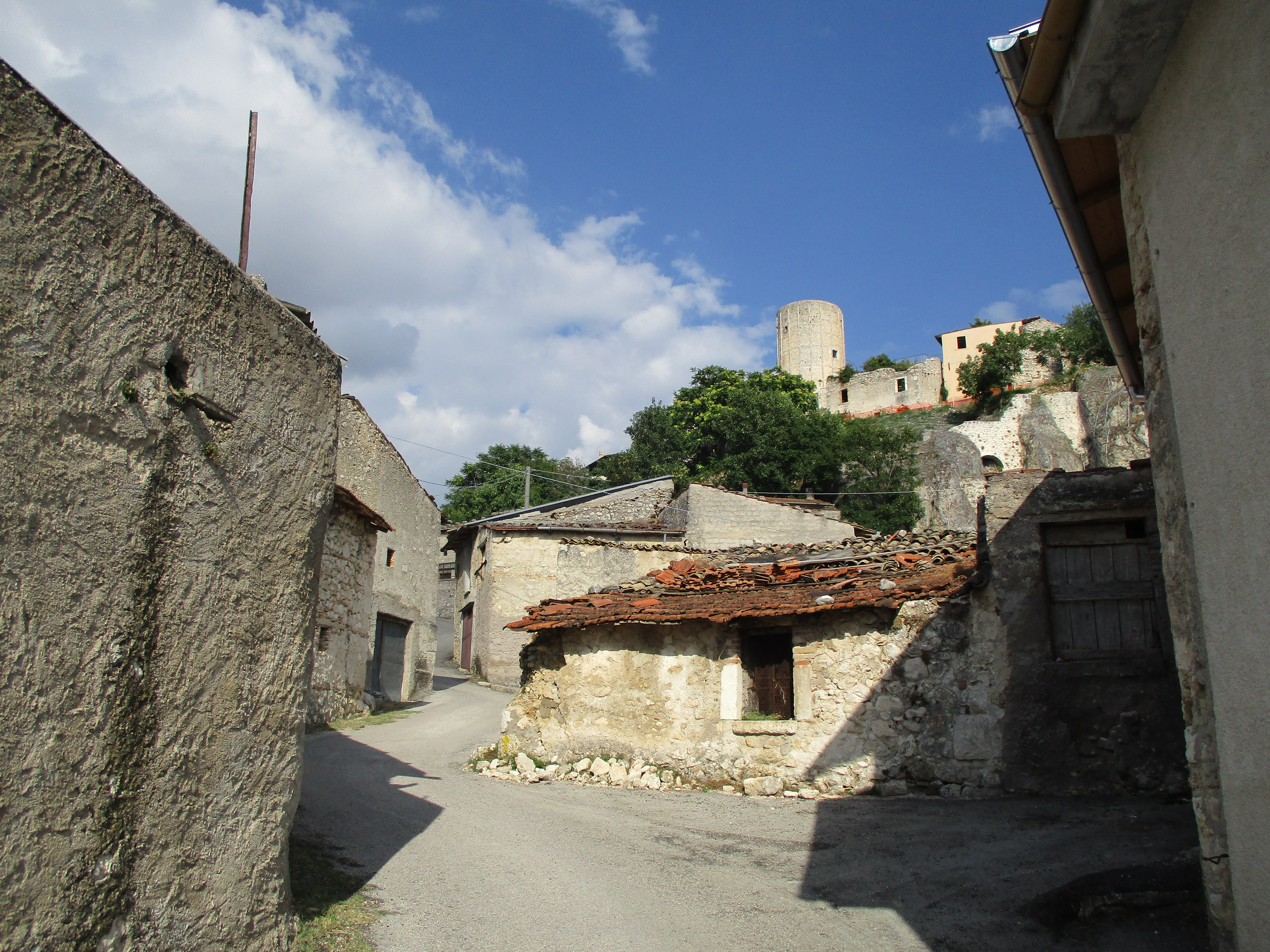
Àrea de via Vallone a Aielli on foren rodades algunes escenes del film

La pel·lícula fou rodada íntegrament a la Marsica i a parts de la Valle Peligna i a Roma.
La majoria d'escenes foren rodades a Pescina, la terra natal de Silone, a Avezzano (a Església de San Giovanni] i al Castello Orsini-Colonna) i als pobles d'Aielli Alto i Gioia Vecchio (en evidència l'església de San Vincenzo). Algunes escenes dels camps, així com a Fucino, van ser rodades a prop de Roccacasale.
El director va preparar una versió ampliada de la pel·lícula que dura 205 minuts per a televisió (Rai).

## Nominacions i premis
- 1981 - David di Donatello
  - Nominació Milor actor protagonista a Michele Placido
  - Nominació Millor guionista a Luigi Scaccianoce
  - Nominació Millor vestuari a Luciano Calosso
- 1981 - Nastro d'argento
  - Millor actriu no protagonista a Ida Di Benedetto
  - Nominació Director de la millor pel·lícula a Carlo Lizzani
  - Nominació Millor actor protagonista a Michele Placido